# Gores Island
Gores Island är en ö i Storbritannien.   Den ligger i distriktet Newry, Mourne and Down och riksdelen Nordirland, i den västra delen av landet, 500 km nordväst om huvudstaden London.